# Ненс (округ, Небраска)
Шаблон:StateAbbr_ 41°23′ пн. ш. 97°59′ зх. д. / 41.39° пн. ш. 97.99° зх. д.
Округ Ненс (англ. Nance County) — округ (графство) у штаті Небраска, США. Ідентифікатор округу 31125.

## Історія
Округ утворений 1879 року.

## Демографія
За даними перепису
2000 року
загальне населення округу становило 4038 осіб, усе сільське.
Серед мешканців округу чоловіків було 2061, а жінок — 1977. В окрузі було 1577 домогосподарств, 1107 родин, які мешкали в 1787 будинках.
Середній розмір родини становив 3,05.
Віковий розподіл населення поданий у таблиці:
| Стать    | До 15 років | 15-21 | 22-29 | 30-39 | 40-49 | 50-65 | 65-85 | Понад 85 |
| -------- | ----------- | ----- | ----- | ----- | ----- | ----- | ----- | -------- |
| Чоловіки | 453         | 218   | 152   | 229   | 343   | 294   | 337   | 35       |
| Жінки    | 426         | 178   | 136   | 220   | 303   | 290   | 357   | 67       |

## Суміжні округи
- Бун — північ
- Платт — північний схід
- Меррік — південь
- Грілі — захід